# Acheilognathus typus
Acheilognathus typus és una espècie de peix cipriniforme de la família dels ciprínids que es troba al Japó.